# Michael Aspel
Michael Terence Aspel (Battersea, 12 gennaio 1933) è un conduttore televisivo britannico.
È stata una personalità televisiva di spicco nel Regno Unito a partire dagli anni sessanta, grazie a trasmissioni televisive come Crackerjack, Aspel and Company, This is Your Life, Strange But True? e Antiques Roadshow. Aspel è stato sposato, ma separato dall'attrice Elizabeth Powers, meglio conosciuta per il suo ruolo in EastEnders. Dal 1994 è sposato con Irene Clarke. Nell'aprile del 2008 è stato nominato freeman del Comune di Elmbridge.